# Microplitis strenuus
Microplitis strenuus är en stekelart som beskrevs av Henry J. Reinhard 1880. Microplitis strenuus ingår i släktet Microplitis och familjen bracksteklar. Arten är reproducerande i Sverige. Inga underarter finns listade i Catalogue of Life.